# Basilius Meggle
Basilius Meggle (* 4. Juli 1754 in Stühlingen; † 30. Januar 1830 in Mammern) war ein Benediktiner, Philosoph, Priester und Dichter.

## Leben
Basilius Meggle besuchte die Lateinschulen in Konstanz und Villingen (gemeint ist das Heinrich-Suso-Gymnasium Konstanz und das Benediktinergymnasium Villingen) und die Hochschule in Freiburg, wo er im Jahre 1777 zum Magister der Philosophie promoviert wurde. Am 18. September 1778 legte er die Profess zu St. Peter ab und erhielt am 18. Oktober 1779 die Priesterweihe. Zur Zeit der Aufhebung des Klosters St. Peter war er Prior zu St. Ulrich im Schwarzwald. Danach lebte er noch bis 1817 in St. Peter, danach in Freiburg und Triberg und zuletzt als Gast im Kloster Rheinau, wo er in deren Statthalterei im Schloss Mammern in Mammern verstarb.

## Werke
Basilus Meggle besaß großes dichterisches Talent, es erschienen mehrere Bücher im Druck, vor allem Gedichte, Elegien und Epigrammate.